# Nationale Kontaktstellen
Nationale Kontaktstellen (NKS; englisch: National Contact Points, NCPs) für Horizont Europa unterstützen interessierte Einrichtungen bei der Beteiligung am europäischen Rahmenprogramm für Forschung und Innovation – Horizont Europa. Die Struktur des Netzwerks wird von der EU vorgegeben. Sie spiegelt die Programmstruktur wider und besteht aus einer koordinierenden Geschäftsstelle, einer Erstinformationsstelle, der NKS Recht und Finanzen sowie je mindestens einer NKS je Programmbereich. In den NKS arbeiten Experten für die jeweiligen Fachbereiche. Sie beraten zur Antragstellung, zum Projektmanagement und oft auch zur Projektabwicklung. Häufig unterstützen sie auch bei der Suche nach geeigneten Partnern. Alle Dienstleistungen der NKS sind kostenlos. Informationen der um Rat fragenden Interessenten werden grundsätzlich vertraulich behandelt. Die Angebote der einzelnen Kontaktstellen unterscheiden sich im Einzelnen je nach Größe der Stelle und den durch die betreute Fördermaßnahme hervorgerufenen Beratungsbedarf. Gemeinsam bilden die NKS das Netzwerk der Nationalen Kontaktstellen in Deutschland. Die Finanzierung und Benennung der NKS bei der Europäischen Kommission erfolgt durch die Regierungen der Mitgliedstaaten. Diese benennen die Nationalen Kontaktstellen auch offiziell gegenüber der Kommission.
In Deutschland sind die NKS häufig bei den nationalen Projektträgern beheimatet.